# 銳鳶無人機
銳鳶無人機（原名中翔二號無人機）是中山科學研究院為中華民國陸軍研發的無人航空載具，後移交中華民國海軍海上戰術偵蒐大隊。該機主要負責日/夜間偵搜與戰場監控任務，另可在災難發生時負責空中通信中繼與災害評估。

## 發展
銳鳶無人機的研發始於中華民國經濟部在民國83年度（西元1994年）開始的「儀電／控制關鍵性技術開發四年計畫」，此計畫的目標是研發出航空用自動駕駛儀與其相關技術。完成部分研發工作後，中山科學研究院在小型商務客機、雙座型輕航機、噴射動力靶機與無人機四種載具中選定無人機作為技術驗證機。中翔二號無人機隨後於1999年2月在清泉崗空軍基地展開相關測試，海軍也計畫以「翔鷹專案」為名建案採購12架中翔二號，然全案最後遭國防部退回而未能成案。:94
2007年，中翔二號採購案在時任國防部長李傑上將的力推下重新復活，機體也在同年十月中華民國國慶日閱兵中出現。陸軍於2010年起以「銳鳶專案」為名，編列新台幣35億5,805萬4,000元的預算以採購8套無人機系統以供航空特戰指揮部戰術偵搜大隊使用，後國防部因海軍須提升其海上監控能力而於2017年9月1日將更名為「銳鳶」的無人機系統移交海上戰術偵搜大隊。由於需要與水面艦艇聯合執行任務，中科院為銳鳶無人機研發了艦用導控系統，此型機也在演習與日常戰備勤務中做為長時間監控台灣周邊海域的工具。

### 二代銳鳶
- 總工程師：張元尊先生[10]

服役多年後，中山科學研究院根據服役單位回報的訊息統整出銳鳶無人機的三大弱點：電戰能力、武器攜帶能力與通訊能力。為解決上述問題，中科院研發了新型氣冷式轉子引擎與複合材料機身以減輕機體重量、提升酬載能力，並設計新型數位通訊系統以擴大訊號涵蓋範圍至200公里以上，其抗干擾與電子戰能力也較原有的設備強。除機體與相關電子設備的升級外，第二代銳鳶無人機具備掛載2.75吋火箭彈的能力，且其任務導控站與更大型的騰雲無人機相同，可降低操作手轉換機種時的訓練成本並提升後勤效率。
2023年3月14日，二代銳鳶首度亮相，於中科院航空研究所進行記者會正式公開展出實體原型機。
2023年9月14-16日，台北國際航太暨國防工業展進行2701原型機實體陳展，並發佈實機系統運作與概念影片，其全負載滯空時間可達16小時，導控距離超過300公里，酬載光學／紅外線及海搜雷達及船舶識別系統等，具備微波導控、衛星中繼導控與艦載導控三種傳輸方式，為遠距長航時的海搜無人機系統，並可結合人工智慧，達成高效能海域情監偵任務。
2024年8月28日，亞航與碳基科技將首架量產型銳鳶二代交付中科院。

## 設計
一套銳鳶無人機系統由起降操控站、地面導控站、可攜式影像接收器、情資後傳系統、飛行模擬器、戰術運裝輪車與四架無人飛行載具組成。

### 控制系統
銳鳶無人機的地面控制站分為起降操控站與任務導控站兩大類，其中起降操控站僅負責無人機的起飛與降落，任務導控站則負責無人機起飛與降落外的所有飛行計畫。任務導控站的基本組成為導航操控台、情傳操控台與酬載操控台，其中導航操控台負責規劃無人機的航向、高度與姿態，情傳操控台負責控制情資的收發送，酬載操控台負責控制機載攝影機與其他酬載設備。任務導控站的通訊與情資處理設備則視其類別而有所不同。短程任務導控站具備完整的通訊與情資處理設備，其微波通訊天線採全雙工模式傳輸，工作波段為UHF、L、S、C與X波段；長程任務導控站則多設於高山雷達站上，因部署空間狹小且可與雷達站共用設備而不單獨配置通訊天線。為防干擾，銳鳶無人機與任務導控站間以主、副兩套資料鏈通訊，且兩組資料鏈皆採用跳频扩频技術。若敵方電子戰設備成功干擾資料鏈，銳鳶無人機會依照飛控電腦內部儲存的指令脫離電子干擾區或返回基地。:95-96

### 機體儲運櫃
為了儲存並運送銳鳶無人機，中山科學研究院為其設計了一款鍍鋅鋼材製作的機櫃。該機櫃內部有一組滑軌，操作人員可將銳鳶無人機分解為機翼、機體與尾翼，並將三組結構分別卡入滑軌上對應的卡槽中，再將滑軌推入櫃中以關閉對開的櫃門。完成收納後，操作人員可透利用機櫃底部的鏟道或機櫃頂部的吊掛點將其裝載至運輸貨車上，且一輛貨車可同時載運多組堆疊的機櫃。由於具有防水與隔熱層的設計，此種機櫃可直接替代傳統的機堡，不僅建置成本更低，應用彈性也更大。:97

## 服役歷史
根據中華民國海軍於2019年1月24日公布的資訊，銳鳶無人機自移交以來偵獲目標艦艇730艘次，其中包括中国人民解放军海军北極星號電子偵察艦（AGI-851）。
此外，於2016年馬來西亞也傳出購用商用銳鳶無人機，執行打擊海盜、緝私、執行漁業政策和邊境巡邏等任務。
2023年4月9日，國防部發布銳鳶無人機監控共軍蘇州艦的空偵畫面。

## 爭議

### 妥善率問題
正式服役後，銳鳶無人機屢次因機械故障而導致事故，且其部分零件已停產，導致問題持續無法得到改善。立法院預算中心曾於2018年提出的報告中指出銳鳶「環境評估欠妥、人為操作不當、機具維修保養欠佳」，更在隔年的報告中要求海軍司令部加強相關人員的培訓，海軍與中科院也分別編列預算以更換停產零件並提升可靠度，然而銳鳶無人機的整體失事率仍偏高。

### 地方陳情抗議
銳鳶無人機的測試與換裝訓練基地設在台東太麻里機場，附近居民經常因其氣冷式轉子引擎的噪音而向軍方陳情，甚至在村口的LED跑馬燈上打上「噪音殺人，靶場滅村」字樣以示抗議。太麻里鄉民代表曾向媒體表示「無人飛機低頻的噪音令人難以忍受，加上接二連三發生意外，讓居民長期生活在恐懼中」，且「戰鬥機演練雖擾人卻從未失事過」。為此，居民要求軍方限制無人機的作業時間，也要求進行環境檢測並撥發噪音補助。
經過協商後，太麻里機場的銳鳶無人機在周間僅能在上午七點至八點，下午四點至六點二個時段內進行起降與試俥作業，周末則無此限制。此外，軍方每年會向附近鄉鎮公所撥發新台幣190萬至1,400萬不等的噪音補助經費，另會定期辦理敦親睦鄰工作以協助區域內的低收入戶與獨居老人。

## 事故
資料來源
- 2012年3月7日，編號9731的銳鳶無人機因導控訊號脫鎖而墜毀於台東縣太麻里外海
- 2013年1月8日，編號SK07的翔鷹訓練機在進行接裝訓練時因失速而墜毀於台東太麻里
- 2016年3月12日，編號9715的銳鳶無人機在執行情監偵任務時因引擎轉速異常而墜毀於台東外海
- 2016年10月27日，編號9730的銳鳶無人機在嘉義縣竹崎鄉山區墜毀[26]，其殘骸於11月8日在水社寮車站西北方約3公里處被尋獲。[27]根據《自由時報》的報導，墜機的原因是操作手不熟悉裝備性能且未考慮訓練空域的地形地貌，導致9730號機飛入訊號遮障區域而失控[28]
- 2017年10月3日，編號9723的銳鳶無人機因水溫節溫器故障導致引擎超溫失效而於屏東縣墜海，該機後由中科院撈回修復
- 2018年3月8日，編號9718的銳鳶無人機因導航儀失效致使飛控電腦無法控制飛機，墜落屏東縣泰武鄉武潭國小平和分校旁雜林地[29]
- 2018年5月30日，編號9721的銳鳶無人機因高度保持不足，主輪碰撞河堤而在台東縣墜毀
- 2019年1月10日，編號9701的銳鳶無人機因鼓風盤齒輪故障，引擎熄火而墜毀於台東外海
- 2019年3月28日，一架銳鳶無人機因飛控電腦失效而墜毀於屏東外海
- 2020年6月1日，一架銳鳶無人機因GPS接收模組失效而執行緊急降落
- 2021年5月21日，編號9720的銳鳶無人機執行偵察任務時姿態異常，操作人員隨後將其導控至台東太麻里近海迫降[30]

## 圖集

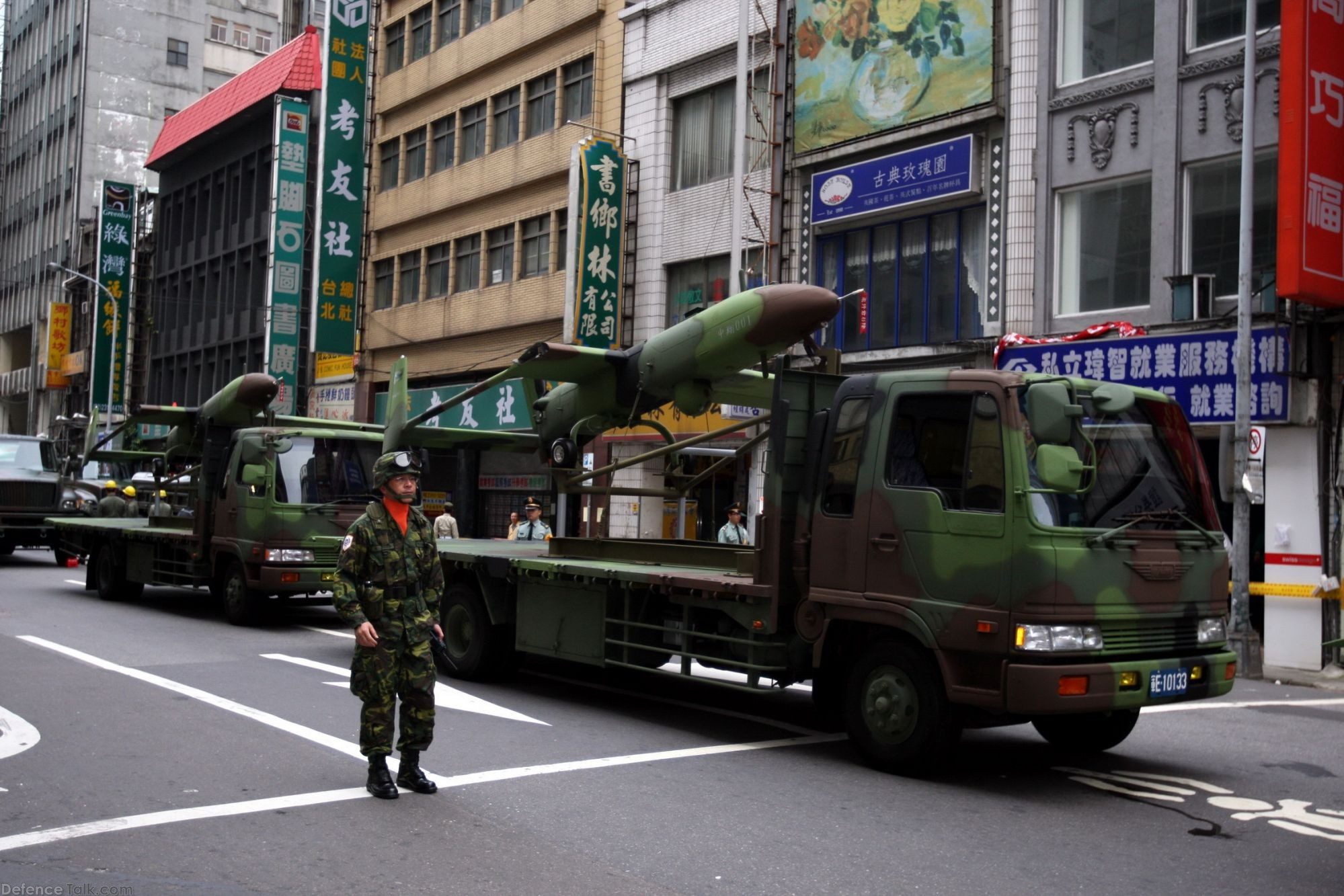
陸軍塗裝的中翔二號無人機
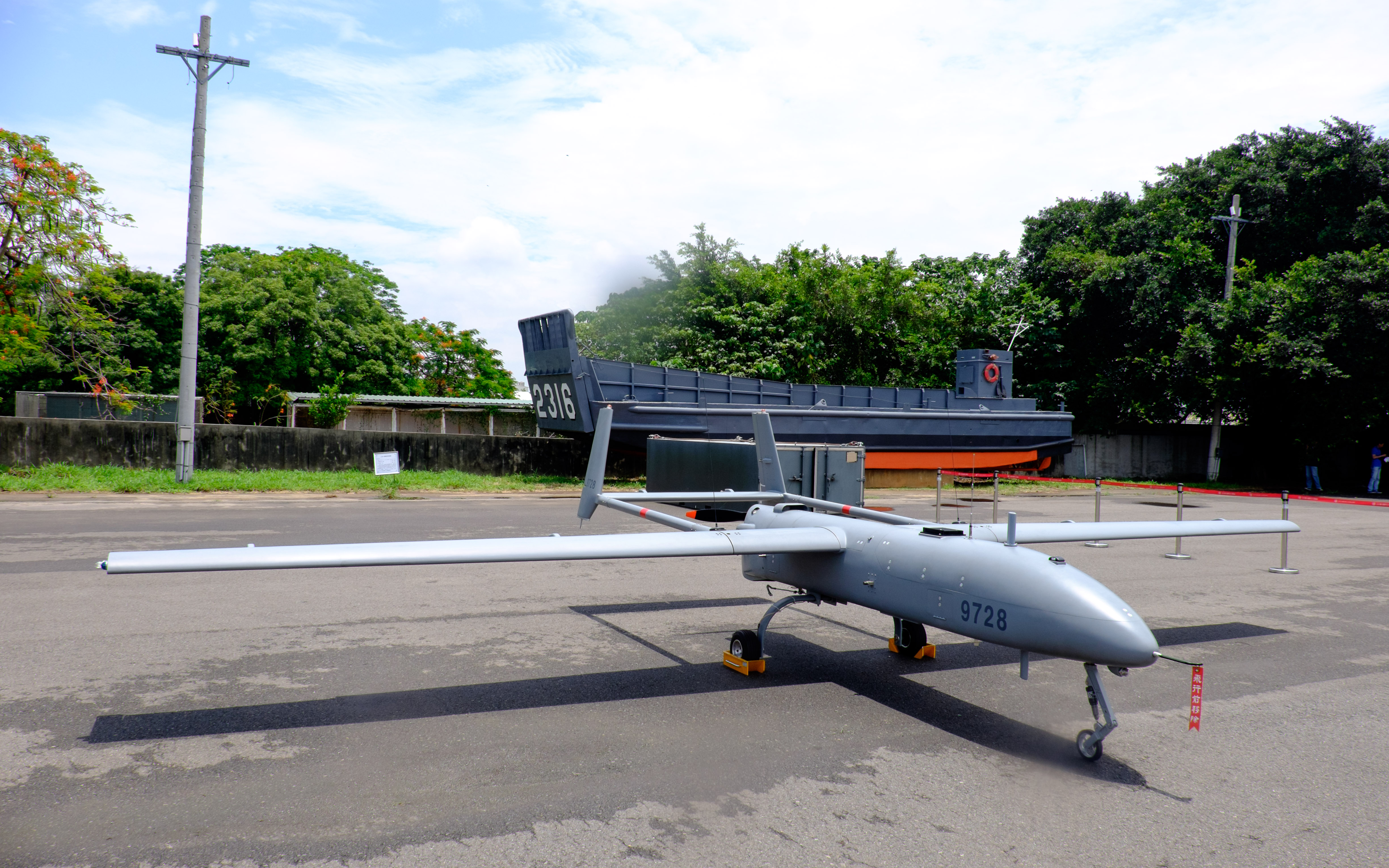
銳鳶一型無人機
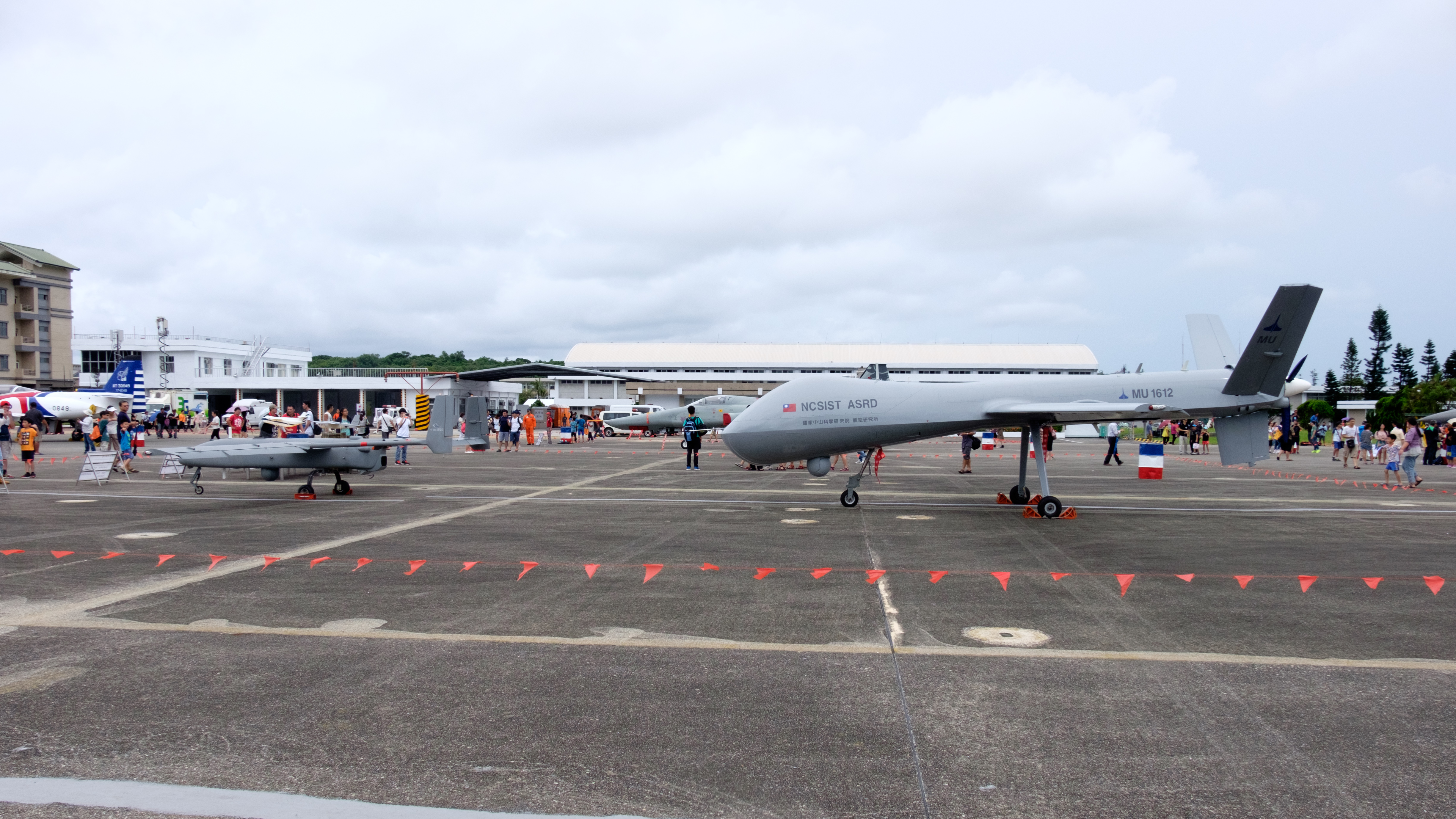
銳鳶無人機與騰雲無人機（右）
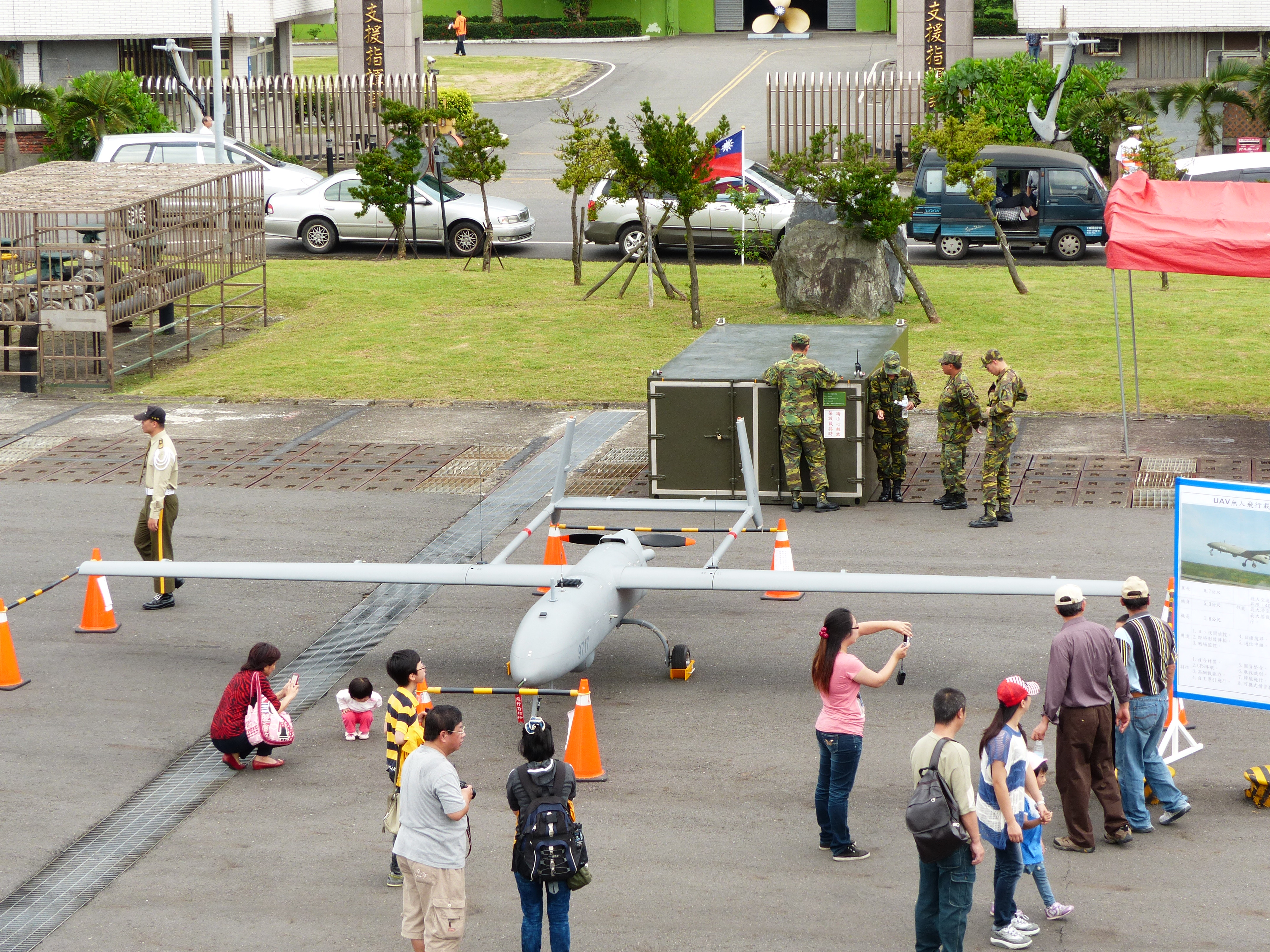
俯瞰銳鳶無人機
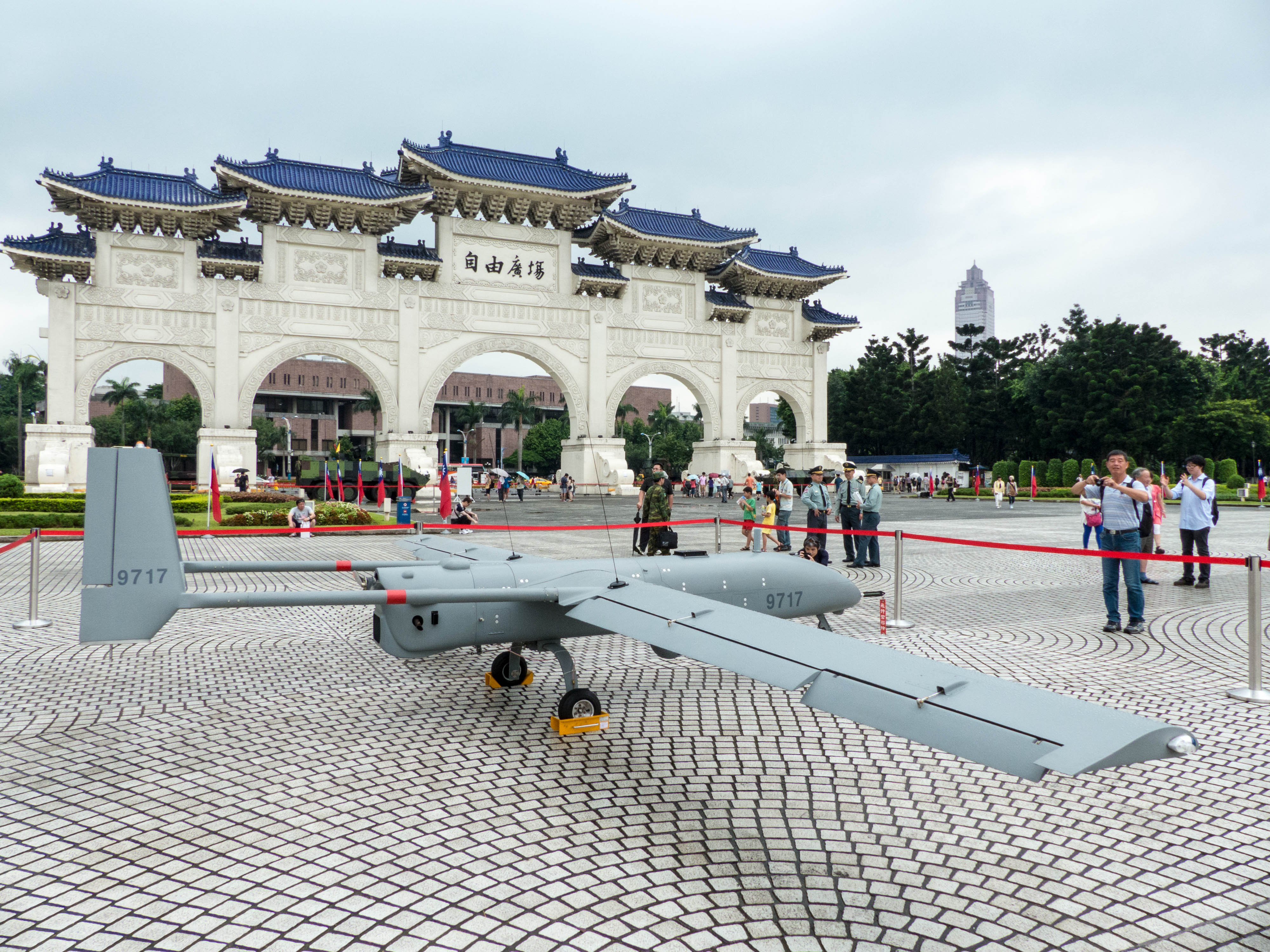
銳鳶無人機的右後側
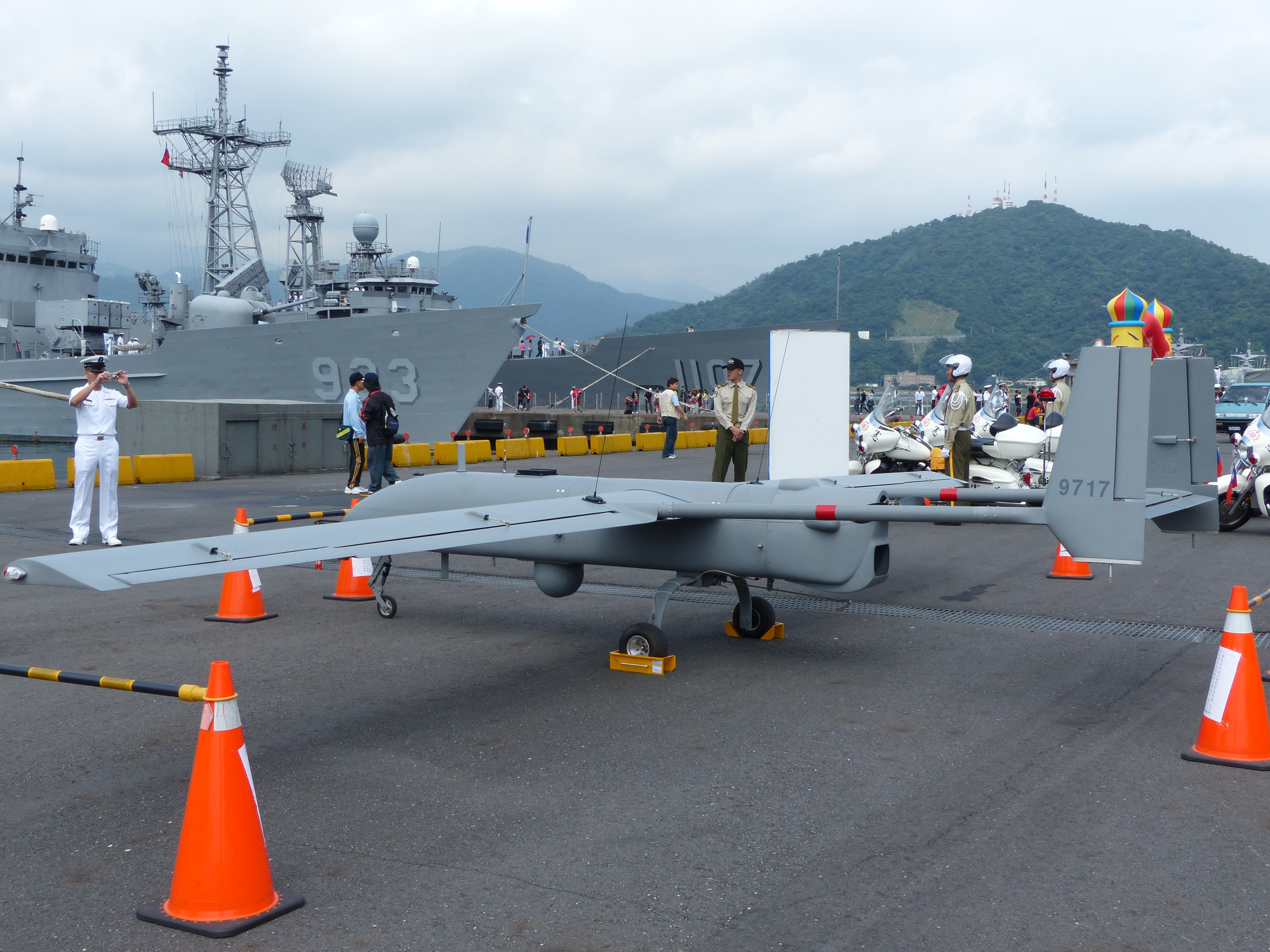
銳鳶無人機的左後側
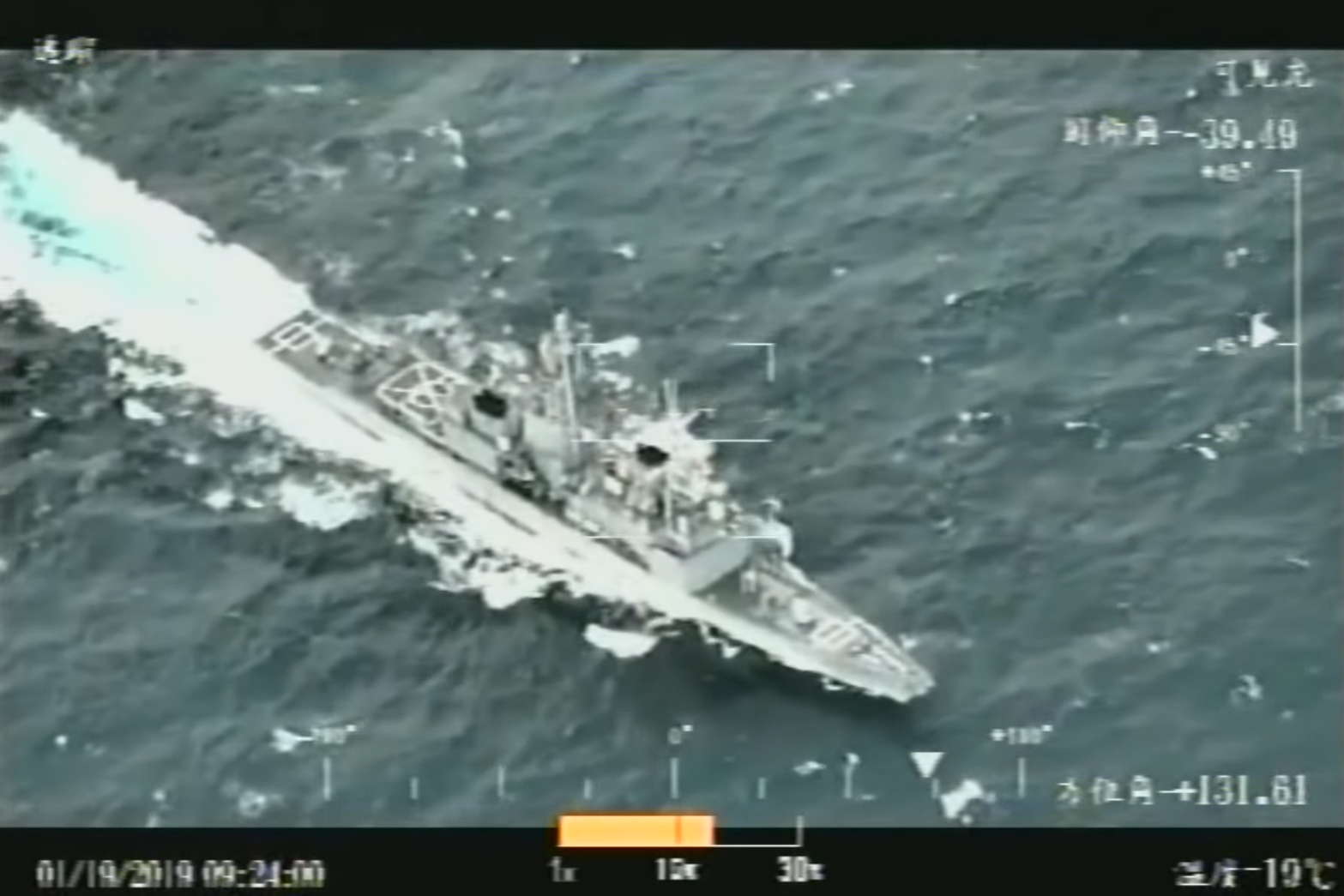
銳鳶無人機攝得的基隆級驅逐艦

## 另見
- 紅雀微型無人機
- 騰雲無人機
- MQ-1捕食者無人攻擊機
- 搜索者偵察機
- 拜卡「旗手」TB2無人機